# Giuseppe Sisco
Giuseppe Sisco (Bastia, 1748 – Roma, 26 gennaio 1830) è stato un chirurgo italiano.

## Biografia
Nato a Bastia nell'allora Corsica genovese, si trasferì a soli diciotto anni a Roma dove divenne nel 1766 sostituto dell'Arcispedale di Santo Spirito in Saxia. In seguito diventò lettore a la Sapienza e divenne il primo insegnante di medicina operatoria oltre che di chirurgia e istituzioni chirurgiche. Venne nominato chirurgo primario e lettore di anatomia e chirurgia nell'Ospedale San Gallicano e a quello San Giacomo dove insegnò le stesse discipline.
Fu chiamato alla cattedra di chirurgia forense, sempre a la Sapienza da papa Pio VI; in seguito divenne primo professore di clinica chirurgica nell'ateneo romano, tra i suoi interventi principali la cura della tumore alla mammella evitando ogni intervento chirurgico, gli aneurismi esterni e le operazioni per la cura della cataratta.
Nel 1814 fu tra i promotori della rifondazione dell'Accademia dei Lincei sotto gli auspici di papa Pio VII, morì a Roma nel 1830 a 82 anni, ma fino all'ultimo continuò la sua professione di affermato chirurgo. Al San Giacomo lasciò in lascito i suoi strumenti e un premio in denaro per gli studi; nella sala clinica se ne conserva il ritratto.
È stato sepolto a Roma nella chiesa di San Luigi dei Francesi e l'epitaffio venne scritto dal suo medico e concittadino Tommaso Prelà.

## Opere principali
- Saggio dell'Istituto clinico romano di medicina esterna esposto da Giuseppe Sisco (dall'anno 1816 all'anno 1829), Roma 1829;
- Allacciatura della carotide sinistra con felice risultato (in Annali universali di Medicina), Roma 1829;
- Compendio di alcune operazioni chirurgiche per uso della Scuola clinica romana (opera postuma), Roma 1830.